# Abri Chadourne
Pour les articles homonymes, voir Chadourne.
L'abri Chadourne est un site préhistorique qui se trouve dans le village des Eyzies-de-Tayac en Dordogne. Il est nommé ainsi du nom d'Armand Chadourne, son propriétaire découvreur.

## Présentation
Il est situé à l'entrée de la vallée de la Beune, entre la falaise principale et le fond de vallée, sur une corniche intermédiaire qui se trouve plus ou moins à la même hauteur que la terrasse du château. On y a trouvé peu de faune mais de nombreux artéfacts du moustérien, notamment un rare poinçon en os travaillé reposant dans son polissoir en grès limoniteux du Sidérolithique (période du Cénozoïque dans le Massif Central). Les deux époques principales représentées sont le Moustérien charentien de type Ferrassie et le Moustérien à denticulés. De même qu'à Combe-Grenal, on observe une dégénérescence dans les couches du Moustérien à denticulés : la couche supérieure (donc plus récente) est caractérisée par la perte d'outils dentivulés remplacés par des outils mal définis, plus petits, au débitage plus maladroit et à l'indice laminaire décroissant.